# Жакеев, Айдархан Ермекович
Айдархан Ермекович Жакеев (29.2.1929 — 2.9.1981) — советский партийный и государственный деятель, председатель Гурьевского облисполкома (1963—1964).

## Биография
Родился 29 февраля 1929 года в селе Жана-Арка Акмолинской области.

### Образование
В 1949 году окончил Алма-Атинский зооветеринарный институт.

### Трудовая деятельность
1949—1951. Директор Курмектинской экспериментальной базы Академии наук Казахской ССР.
1951—1954. Контролёр Министерства государственного контроля Казахской ССР.
1954—1958. Главный зоотехник машинно-тракторной станции.
1958. Начальник Панфиловской районной сельскохозяйственной инспекции (Алма-Атинская область).
1958—1961. 2-й секретарь Панфиловского районного комитета КП Казахстана (Алма-Атинская область).
1961—1962. Ответственный организатор ЦК КП Казахстана.
1962-1.1963. Секретарь Гурьевского областного комитета КП Казахстана.
1.1963-10.1963. Председатель Комитета партийно-государственного контроля Гурьевского областного комитета КП Казахстана и Исполнительного комитета Гурьевского областного Совета.
10.1963-12.1964. Председатель Исполнительного комитета Гурьевского сельского областного Совета
12.1964-1966. 1-й заместитель председателя Исполнительного комитета Гурьевского областного Совета.
1966—1975. Инспектор ЦК КП Казахстана.
1975—1980. Секретарь Казахского республиканского Совета профсоюзов.
1979-9.1981. Член Комитета народного контроля Казахской ССР.
1980-9.1981. Заместитель председателя Казахского республиканского Совета по кино.
Скончался 2 сентября 1981 года, похоронен на Кенсайском кладбище.

## Награды
Орден Трудового Красного Знамени.